# 克特西比乌斯
克特西比乌斯（希臘語：Κτησίβιος），（前285年—前222年），亚历山大城发明家，公元前275年至公元前260年为其鼎盛期。是其生活年代最负盛名的发明家，曾效劳于托勒密王朝，他对气体力学及各种机械装置感兴趣。其发明创造包括：扭力弩炮、水风琴，最早的精准水鐘，带有汽缸和活塞产生动力的压力泵，以及做工精巧的小玩具。

## 扩展阅读
- Landels, J.G. . Berkeley: Univ. of California Press. 1978. ISBN 0-520-03429-5.
- Lloyd, G.E.R. . New York: Norton. 1973. ISBN 0-393-04371-1.
- Vitruvius. . Cambridge: Harvard University Press. 1914  [2013-01-12]. （原始内容存档于2020-05-24）.